# Jello Biafra and the Guantanamo School of Medicine
Jello Biafra and the Guantanamo School of Medicine est un groupe de punk rock américain mené par Jello Biafra. Ils existent depuis 2009.

## Biographie

### Fondation
Inspiré par le concert du 60e anniversaire d'Iggy Pop au Warfield de San Francisco, Biafra a planifié sa propre fête de 50 ans et a finalement décidé qu'il était temps de créer son propre groupe. Dix ans auparavant, il avait tenté la même chose avec des artistes comme le guitariste Ralph Spight ( Victims Family, Freak Accident, Hellworms) et le batteur Jon Weiss (Sharkbait, Horsey). Ils avaient également travaillé auparavant avec le bassiste Billy Gould ( Faith No More ) qui a été sélectionné pour le nouveau groupe. Après avoir répété pendant un mois, le groupe de quatre musiciens connu sous le nom de Jello Biafra et l'Axis Of Merry Evildoers est monté sur scène pour deux nuits à guichets fermés au Great American Music Hall de San Francisco et a ensuite passé les 9 mois suivants en répétition pour un projet d'album.

### Enregistrement du premier album
Avant d'entrer en studio, le guitariste Kimo Ball (Freak Accident, Carneyball Johnson, Mol Triffid, Griddle) a été recruté en deuxième guitariste, ce qui a rendu le son du groupe encore plus bruyant. Le quintette maintenant connu sous le nom de Jello Biafra et The Guantanamo School of Medicine a commencé à enregistrer des morceaux pour le prochain LP / CD The Audacity Of Hype sorti en octobre 2009, produit par le Biafra et conçu par la légende du Hip Hop et complice de longue date de Jello Matt Kelley ( Hiéroglyphes, Tupac Shakur, Digital Underground, Victims Family ) à Prairie Sun Recording à Cotati, en Californie et aux Hyde Street Studios à Francisco.[réf. nécessaire]

### Style musical
Le son du groupe conserve une partie du son et de l'esprit abrasif  et survolté des Dead Kennedys tout en ajoutant une bonne dose de proto-punk de style Detroit mélangé à des couches de bruit de guitare sonore et aux excursions industrielles de Weiss dans les percussions métalliques. Sur le plan des textes, l'album explore ce que le Biafra décrit comme "l'Iraknophobie forcée et l'insécurité intérieure" de la nation et comment il continue d'alimenter l'anarchie des dirigeants politiques, comme dans la chanson "The Terror of Tiny Town". D'autres chansons critiquent l'État policier décrit les tensions sociales  par exemple dans les chansons «Three Strikes» et «Electronic Plantation».
En 2010, le frère de Jon, Andrew Weiss ( Rollins Band, Ween, Butthole Surfers ), tient provisoirement la basse pour les performances live tandis que Billy Gould participait à la tournée de retrouvailles Faith No More .

### Deuxième album
Le deuxième sortie du groupe, un EP intitulé Enhanced Methods of Questioning, est sorti le 31 mai 2011. Une controverse a éclaté après la décision du groupe de jouer à Tel Aviv, en Israël, le 2 juillet 2011. Le Biafra a reçu de nombreuses critiques de la part de la gauche et de la communauté punk à la lumière d'un boycott artistique d'Israël proposé par la campagne Boycott, Désinvestissement et Sanctions en 2005. Le 29 juin 2011, le groupe annoncé ont annoncé l'annulation de la date.
En 2012, le groupe, désormais officiellement composé d'Andrew Weiss à la basse et de Paul Della Pelle à la batterie, entre en studio. La première chanson sortie de la session était "SHOCK-U-PY!", un hommage au mouvement Occupy, qui est sorti en juillet 2012 sur Bandcamp. Cette chanson a été présentée sur un single à l'automne 2012 et plus tard sur le prochain album du groupe, White People and the Damage Done .
Ce deuxième album est salué par la critique.

### Troisième album
En 2020, le single "Taliban USA"  lance le troisième album Tea Party Revenge Porn

## Discographie

### Albums
- The Audacity of Hype (2009)
- White People and the Damage Done (2013)
- Tea Party Revenge Porn (2020)

### EP/singles
- Enhanced Methods of Questioning (2011)
- SHOCK-U-PY! (2012)

## Membres

### Actuellement
- Jello Biafra – chant (2008 – présent)
- Ralph Spight – guitare (2008 – présent)
- Jason Willer – batterie (2016 – présent)
- Larry Boothroyd – basse (2013-présent)

### Anciens
- Billy Gould – basse (2008 – 2011)
- Jon Weiss – batterie (2008 – 2012)
- Paul Della Pelle – batterie (2012 – 2016)
- Andrew Weiss – basse (2011 – 2014)
- Kimo Ball (guitare) – guitare (2008 – 2018)